# Here and Now (groupe)
Pour les articles homonymes, voir Here and Now.
 (janvier 2012).
Si vous disposez d'ouvrages ou d'articles de référence ou si vous connaissez des sites web de qualité traitant du thème abordé ici, merci de compléter l'article en donnant les références utiles à sa vérifiabilité et en les liant à la section « Notes et références ».
Here and Now, stylisé Here & Now, est un groupe de rock psychédélique britannique, originaire de Londres, en Angleterre. Formé en 1974, il est un groupe proche de Gong, ils ont d'ailleurs travaillé avec Daevid Allen et Gilli Smyth en 1977 et 1978 sous le nom de Planet Gong.
Le son du guitariste Steffy Sharpstrings est très personnel, influencé par Jimi Hendrix, Frank Zappa et les deux guitaristes de Gong : Daevid Allen et Steve Hillage. Steffy et le bassiste Keith « the Bass » ont participé à certaines formations suivantes du groupe Gong.

## Biographie

### Années 1970
Le groupe se forme dans la communauté d'un squat de Ladbroke Grove, dans l'ouest de Londres. Il est connu pour beaucoup improviser. Paul Noble (aussi nommé Twink), joueur de synthétiseur et le batteur Keith « Kif Kif the Drummer » Dobson forment le noyau du groupe. Le guitariste Stephan Lewry et le bassiste Keith Bailey les rejoignent pour jouer au Free-festival de Watchfield en août 1975. Ils sont souvent accompagnés de deux choristes, Ano et Suze de Blooze. Un autre élément essentiel du groupe est Grant Showbiz, qui travaillera aussi avec The Fall, The Smiths, et Billy Bragg. En 1977, Twink est remplacé aux synthés par Gavin da Blitz.
En 1977, Daevid Allen and Gilli Smyth les recrutent pour une tournée sous le nom de Planet Gong. Ils publient l'album live Floating Anarchy Live 77 et le single Opium for the People. Le groupe est aussi très proche de Alternative TV, le groupe du punk Mark Perry, avec lequel ils tournent et produit un album commun en 1978 : What You See Is What You Are.

### Années 1980–1990
En 1980, Kif Kif quitte le groupe pour monter Street Level, son propre studio et Fuck Off Records, un label indépendant dans l'esprit du Do it yourself de l'époque. Il monte aussi un trio : World Domination Enterprises. Le groupe tourne en 1980 et 1981, en vivant dans un grand bus aménagé. Ils jouent au free-festival de Deeply Vale, à Stonehenge et à Glastonbury. Il n'y a jamais d'entrée payante à leur concert mais une collecte de fonds parmi la foule.
En 1981, Steffe quitte le groupe, mécontent de l'orientation et des « vibes », il s'implique dans la musique reggae. Il joue avec Inner Force, Addis rockers et forme Nomadiks. Here and Now continue sous la houlette de Keith the Bass avec Dino Ferrari (un roadie de longue date) et différents batteurs. Ils sortent Fantasy Shift, Coaxed out from Oxford, Theatre et Been and Gone. Ils se séparent du groupe en 1986 à la suite de problèmes avec leur maison de disque et du saccage par la police du Free Festival de Stonehenge. Ils se reforment une année plus tard avec Keith à la basse, Gavin aux claviers, Dino Ferrari à la guitare, Jonathan 'JC' Lambert au saxo et l'ex UK Subs Pete Davis à la batterie. Gavin quittent Here and Now en 1990, remplacé par Andy Roid. Steffe revient avec le batteur Steve Cassidy en 1990 après un concert télévisé de Gong avec Keith pour Central TV. Ils enregistrent l'album UFOasis.

### Années 1990–2010
Dans les années 1990, Keith et Steffe jouent sur différentes tournées du Gong. Au début des années 2000, Keith et Steffe continuent avec Joie Hinton (de Ozric Tentacles et Eat Static) aux claviers et Steve Cassidy. À la fin de la décennie, Kif Kif, Steffe et Twink jouent de la musique improvisée sous le nom de « Ici Maintenants ».
Steffe quitte à nouveau le groupe au début de l'été 2009, ne souhaitant plus jouer avec Keith. Il continue à travailler avec Steve Cassidy sur différents projets et sur les projets de Joie Hinton. Il est maintenant concentré sur son travail solo et le groupe Visitation Arena avec Cher Newsam. En septembre 2009, une nouvelle formation du groupe est annoncée : Gwyo ZePix (ex Zorch et Gong), Slim Verhoef (ex Giant Eyes), Nik Nimbus, Drumbiz (ex Mandragora et Giant Eyes)et Keith the Bass. Esoteric Recordings sort en septembre 2010 les versions remasterisées de Give & Take et All Over The Show.
En 2011, Mark Robson de Kangaroo Moon prend les claviers. Ils jouent au London Club Dingwalls la même année.

## Discographie
- 1977 : Floating Anarchy Live 77 (sous le nom « Planet Gong »)
- 1978 : Give and Take
- 1978 : Dog in Hell (EP)
- 1978 : What You See... Is What You Are (LP avec Alternative TV, Deptford Fun City, DLP 02)
- All Over the Show
- 1979 : Off The Cuff (Live sur cassette)
- Stolen Moments (début des années 1980, sur cassette)
- Fantasy Shift
- Theatre
- Been and Gone
- Standing Forever (EP)
- UFOasis
- 1999 : Gospel of Free (morceaux de 1976 à 1978)
- 2003 : Space and Time (sous le nom « Ici Maintenants ») (2001/2003)
- 2009 (réédition) : Coaxed out from Oxford